# Duquesne (lớp tàu tuần dương)
Lớp tàu tuần dương Duquesne là lớp tàu tuần dương hạng nặng đầu tiên được Hải quân Pháp chế tạo sau khi Hiệp ước Hải quân Washington có hiệu lực. Chúng bị các nhà thiết kế hải quân phê phán là có vỏ giáp yếu và được chế tạo quá nhẹ. Cả hai chiếc trong lớp Duquesne và Tourville, được đặt tên theo các đô đốc nổi tiếng của Hải quân Pháp vào Thế kỷ XVII, đều sống sót qua Chiến tranh thế giới thứ hai do chỉ tham gia một số ít hoạt động. Chúng đều ngừng hoạt động vào năm 1950 và bị tháo dỡ sau đó.

## Những chiếc trong lớp
| Tàu       | Đặt lườn             | Hạ thủy              | Hoạt động           | Số phận                                             |
| Duquesne  | 30 tháng 10 năm 1924 | 17 tháng 12 năm 1925 | 6 tháng 12 năm 1928 | Ngừng hoạt động 1950; bị tháo dỡ 2 tháng 7 năm 1955 |
| Tourville | 4 tháng 4 năm 1925   | 24 tháng 8 năm 1926  | 12 tháng 3 năm 1929 | Ngừng hoạt động 1950; bị tháo dỡ 8 tháng 3 năm 1962 |

## Những hình ảnh

Duquesne trong sơ đồ trang bị ban đầu
Tourville sau khi tái trang bị, được tăng cường vũ khí phòng không, tháo dỡ thủy phi cơ, ống phóng ngư lôi và cột ăn-ten sau